# Clara Jessup Moore
Clara Jessup Moore (ur. 16 lutego 1824, zm. 5 stycznia 1899) – amerykańska filantropka, pisarka i poetka.

## Życiorys
Clara Sophia Jessup Bloomfield-Moore urodziła się w Westfield w stanie Massachusetts. Byłą córką Augustusa Edwarda i Lydii Eager Mosley Jessup. Poślubiła biznesmena Bloomfielda Hainesa Moore'a (1819–1878). Miała z nim trójkę dzieci: Ellę Carlton (1843–1892), Clarence Bloomfield (1852–1936) i Lilian Stuart (1853–1911). Po śmierci męża przeniosła się do Londynu, gdzie zmarła w 1899 roku.

## Działalność społeczna
W czasie wojny secesyjnej organizowała pomoc medyczną dla rannych. Współdziałała też przy założeniu domu opieki dla dzieci. Przeznaczyła również znaczne środki dla Johna Ernsta Worrella Keely'ego na finansowanie projektu budowy silnika eterycznego.

## Praca literacka
Clara Jessup Moore podpisywała swoje dzieła w różny sposób, jako Clara Moore, Clara Jessup Moore, Clara Moreton, Mrs. H[enrietta] O[xnard] Ward, a nawet Mrs. Bloomfield Moore. Napisała wiele artykułów popularnonaukowych, podręcznik savoir-vivre'u, zbiór opowiadań dla dzieci i liczne wiersze.